# Rodolfo Coria
Pour les articles homonymes, voir Coria (homonymie).
Rodolfo Aníbal Coria (né le 1er juin 1959) est un paléontologue argentin.

## Biographie
Membre de l'association argentine de paléontologie, de la Société de paléontologie des vertébrés, de la Paleontological Society et du Explorers Club, il est surtout connu pour avoir co-nommé et dirigé les fouilles de plusieurs espèces d'Amérique du Sud telles Argentinosaurus (1993), Gasparinisaura (1996), Giganotosaurus (1996), Quilmesaurus (2001) et Murusraptor (2016). Il est également co-auteur de la description de Trinisaura (2013), l'un des rares genres de dinosaures découverts en Antarctique.
Il a été chercheur au Museo Argentino de Ciencias Naturales Bernardino Rivadavia de Buenos Aires et directeur du Museo Carmen Funes de Plaza Huincul (Province de Neuquén), de son ouverture en 1984 jusqu'en 2007, alors qu'il rejoint le conseil national de recherche d'Argentine (en).
Il est mis en lumière dans le film Dinosaurs: Giants of Patagonia (en) (2007) ainsi que dans le film documentaire Extreme Dinosaurs (2000) de la BBC.